# فرودگاه فیرویو
فرودگاه فیرویو (به انگلیسی: Fairview Airport) یک فرودگاه همگانی است که یک باند فرود آسفالت دارد و طول باند آن ۱٬۰۶۹ متر است. این فرودگاه در کشور کانادا قرار دارد و در ارتفاع ۶۶۱ متری از سطح دریا واقع شده است.